# Курнију
Курнију (фр. Courniou) је насеље и општина у јужној Француској у региону Лангдок-Русијон, у департману Еро која припада префектури Безје.
По подацима из 2011. године у општини је живело 613 становника, а густина насељености је износила 20,39 становника/km². Општина се простире на површини од 30,06 km². Налази се на средњој надморској висини од 362 метара (максималној 951 m, а минималној 329 m).

## Демографија
| 1962. | 1968. | 1975. | 1982. | 1990. | 1999. | 2011. |
| ----- | ----- | ----- | ----- | ----- | ----- | ----- |
| 385   | 529   | 503   | 537   | 595   | 606   | 613   |

График промене броја становника у току последњих година